# Gibson Gowland
Gibson Gowland (Spennymoor, Condado de Durham, 4 de enero de 1877 - Londres, 9 de septiembre de 1951) fue un actor de nacionalidad inglesa.

## Filmografía
- El nacimiento de una nación (1915)
- Pennington's Choice (1915)
- The Secret of Black Mountain (1917)
- The Climber (1917)
- Blind Husbands (1919)
- Behind the Door (1919)
- The Right of Way (1920)
- Ladies Must Live (1921)
- Hutch Stirs 'em Up (1923)
- The Harbour Lights (1923)
- The Red Lily (1924)
- Avaricia (1924)
- The Prairie Wife (1925)
- El fantasma de la ópera (1925)
- The Outsider (1926)
- Don Juan (1926)
- The Night of Love (1927)
- The First Auto (1927)
- Amanecer (1927) (sin acreditar)
- The Isle of Forgotten Women (1927)
- Rose-Marie (1928)
- The Mysterious Island (1929)
- Without Honor (1932)
- S.O.S. Eisberg (1933)
- North Pole, Ahoy (1934)
- The Private Life of Don Juan (1934)
- King of the Damned (1935)
- The Stoker (1935)
- The House of the Spaniard (1936)
- Highland Fling (1936)
- The Wife of General Ling (1937)
- Cotton Queen (1937)
- Ship's Concert (1937)
- Tea Leaves in the Wind (1938)
- El hombre lobo (1941)